# 高來郡
高來郡（日语：〔〕／ Takaki gun */?）是過去位于日本肥前國的一個郡，已於1878年被分割為北高來郡和南高來郡。
過去的範圍包括了現在的諫早市大部分地區、雲仙市、島原市、南島原市以及長崎市的部分地區。